# جایزه بزرگ ایتالیا ۱۹۵۲

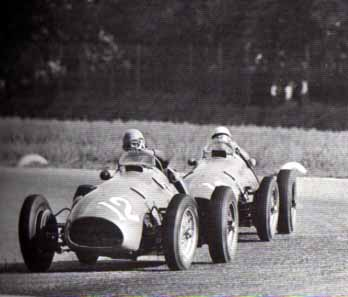
جایزه بزرگ ایتالیا ۱۹۵۲

جایزه بزرگ ایتالیا ۱۹۵۲ (انگلیسی: ‎1952 Italian Grand Prix‎) یک مسابقهٔ موتوری در رشتهٔ اتومبیل‌رانی فرمول یک بود که در تاریخ ۷ سپتامبر ۱۹۵۲ در پیست ناتزیوناله مونتزا واقع در مونتزا، ایتالیا برگزار شد. این گراند پری در میان ۸ گراند پری در فصل ۱۹۵۲، مسابقهٔ شمارهٔ ۸ بود.
در این مسابقه که در ۸۰ دور و به مسافت ۵۰۴٫۰۰۰ کیلومتر (۳۱۳٫۱۷۱ مایل) برگزار شد، پول پوزیشن توسط آلبرتو اسکاری کسب شد و سریع‌ترین زمان برای طی یک دور پیست که برابر با ۲:۰۶٫۱ بود نیز توسط آلبرتو اسکاری به ثبت رسید.
آلبرتو اسکاری از تیم فراری، خوزه فریلان گونزالز از تیم مازراتی و لوییجی ویلورزی از تیم فراری به‌ترتیب مقام‌های اول تا سوم مسابقه را کسب کردند.

## رده‌بندی قهرمانی پس از مسابقه
| رده‌بندی قهرمانی رانندگان \| \| جایگاه \| راننده \| امتیاز \| \| -------- \| ------ \| ------------- \| --------- \| \| \| ۱ \| آلبرتو اسکاری \| ۳۶ (۵۳٫۵) \| \| \| ۲ \| نینو فارینا \| ۲۴ (۲۷) \| \| \| ۳ \| پیرو تاروفی \| ۲۲ \| \| \| ۴ \| رودی فیشر \| ۱۰ \| \| \| ۵ \| مایک هاثورن \| ۱۰ \| \| منبع:[۱] \| \| \| \| |        |               |           |
| | جایگاه | راننده        | امتیاز    |
| | ۱      | آلبرتو اسکاری | ۳۶ (۵۳٫۵) |
| | ۲      | نینو فارینا   | ۲۴ (۲۷)   |
| | ۳      | پیرو تاروفی   | ۲۲        |
| | ۴      | رودی فیشر     | ۱۰        |
| | ۵      | مایک هاثورن   | ۱۰        |
| منبع: |        |               |           |

یادداشت
- تنها پنج جایگاه نخست از هر رده‌بندی نمایش داده شده‌است.